# 威廉·诺德豪斯
威廉·道布尼·「比爾」·诺德豪斯（英語：William Dawbney "Bill" Nordhaus，1941年5月31日—），生于美国新墨西哥州阿尔伯克基，美国经济学家，耶鲁大学经济学斯特林教授，前美國經濟學會主席，2018年諾貝爾經濟學獎得主。他现与妻子芭芭拉住在康涅狄格州纽黑文。

## 生平
1963年到1973年，诺德豪斯在耶鲁大学取得了学士和硕士学位，在那儿他是骷髅会成员。他还获得政治学协会证书（1962）、麻省理工学院（1967）博士学位。1967年起任教于耶鲁，1986-1988年任学院院长，1992年至1993年任金融管理系副主任。他还是美国国家科学院院士，1972年起为布鲁金斯经济活动小组成员。1977年至1979年任经济顾问委员会成员。1999年起是瑞典皇家工程科学院外籍院士。